# Palmaritos, Totutla
Palmaritos är en ort i Mexiko.   Den ligger i kommunen Totutla och delstaten Veracruz, i den sydöstra delen av landet, 240 km öster om huvudstaden Mexico City. Palmaritos ligger 831 meter över havet och antalet invånare är 190.
Terrängen runt Palmaritos är huvudsakligen kuperad, men den allra närmaste omgivningen är platt. Runt Palmaritos är det ganska tätbefolkat, med 116 invånare per kvadratkilometer. Närmaste större samhälle är Huatusco de Chicuellar, 17,9 km väster om Palmaritos. I omgivningarna runt Palmaritos växer huvudsakligen savannskog.